# Episodi di Barry (quarta stagione)
La quarta e ultima stagione della serie televisiva Barry, composta da otto episodi, è stata trasmessa negli Stati Uniti su HBO dal 16 aprile al 28 maggio 2023.
In Italia la stagione è andata in onda su Sky Atlantic dal 27 luglio al 3 agosto 2025.
| n° | Titolo originale           | Titolo italiano               | Prima TV USA   | Prima TV Italia |
| -- | -------------------------- | ----------------------------- | -------------- | --------------- |
| 1  | yikes                      | Accidenti!                    | 16 aprile 2023 | 27 luglio 2025  |
| 2  | bestest place on the earth | Il posto migliore della Terra | 16 aprile 2023 | 27 luglio 2025  |
| 3  | you're charming            | Sei affascinante              | 23 aprile 2023 | 27 luglio 2025  |
| 4  | it takes a psycho          | Ci vuole uno psicopatico      | 30 aprile 2023 | 27 luglio 2025  |
| 5  | tricky legacies            | La storia di Abramo Lincoln   | 7 maggio 2023  | 3 agosto 2025   |
| 6  | the wizard                 | Il mago                       | 14 maggio 2023 | 3 agosto 2025   |
| 7  | a nice meal                | Un buon pasto                 | 21 maggio 2023 | 3 agosto 2025   |
| 8  | wow                        | Wow                           | 28 maggio 2023 | 3 agosto 2025   |

## Accidenti!
- Titolo originale: yikes
- Diretto da: Bill Hader
- Scritto da: Bill Hader

### Trama
- Guest star: Michael Irby (Cristobal Sifuentes), Sarah Burns (Detective Mae Dunn), Andrew Leeds (Leo Cousineau), Jessy Hodges (Lindsay Mandel), Charles Parnell (Buckner), David Warshofsky (Agente FBI Harris), Cornell Womack (Agente FBI), Patrick Fischler (Lon O'Neil), Elsie Fisher (Katie), Gary Kraus (Krauss), Anthony Molinari (Shane Taylor), Romy Rosemont (Claudia Reed), Michael Dempsey (Joe Reed), Erica Kreutz (sig.ra O'Neil), Andy Carey (Eric), Rightor Doyle (Nick Nicholby), Alejandro Furth (Antonio Manuel), Kirby Howell-Baptiste (Sasha Baxter), Michael Villar (agente Birdwell), John Gloria (John Berkman, voce), Reese Levine (Barry Berkman da bambino).
- Ascolti USA: telespettatori 274 000 – rating 18-49 anni 0,05%[3]

## Il posto migliore della Terra
- Titolo originale: bestest place on the earth
- Diretto da: Bill Hader
- Scritto da: Nicky Hirsch

### Trama
- Guest star: Michael Irby (Cristobal Sifuentes), Jessy Hodges (Lindsay Mandel), David Warshofsky (agente FBI Harris), Cornell Womack (Agente FBI), Patrick Fischler (Lon O'Neil), Matt Servitto (Gale Winograde), François Chau (Bong), Tobie Windham ("Tubo catodico" Damian), Andre Hyland ("Cavo elettrico" Jason), John Gloria (John Berkman), Reese Levine (Barry Berkman da bambino).
- Ascolti USA: telespettatori 216 000 – rating 18-49 anni 0,04%[3]

## Sei affascinante
- Titolo originale: you're charming
- Diretto da: Bill Hader
- Scritto da: Emma Barrie

### Trama
- Guest star: Michael Irby (Cristobal Sifuentes), Fred Melamed (Tom Posorro), Dan Bakkedahl (Agente James Curtis), Charles Parnell (Buckner), Fred Armisen (Nestor), Guillermo del Toro (Toro), David Warshofsky (agente FBI Harris), Cornell Womack (agente FBI), Patrick Fischler (Lon O'Neil), Richard Riehle (direttore Reynolds), François Chau (Bong), JB Blanc (Batir), Ellyn Jameson (Kristen), Ericka Kreutz (sig.ra O'Neil), Anthony Molinari (Shane Taylor), Tobie Windham ("Tubo catodico" Damian), Andre Hyland ("Cavo elettrico" Jason).
- Ascolti USA: telespettatori 208 000 – rating 18-49 anni 0,03%[4]

## Ci vuole uno psicopatico
- Titolo originale: it takes a psycho
- Diretto da: Bill Hader
- Scritto da: Taofik Kolade

### Trama
- Guest star: Michael Irby (Cristobal Sifuentes), Fred Melamed (Tom Posorro), Andrew Leeds (Leo Cousineau), Sian Heder (se stessa), Michael Ironside (Andrei), Gary Kraus (Krauss), Richard Riehle (direttore Reynolds), François Chau (Bong), Paul McCrane (Mark Staffordshire), JB Blanc (Batir), Ellyn Jameson (Kristen), Tobie Windham (Damian), Andre Hyland (Jason), Zachary Golinger (John).
- Ascolti USA: telespettatori 303 000 – rating 18-49 anni 0,08%[5]

## La storia di Abramo Lincoln
- Titolo originale: tricky legacies
- Diretto da: Bill Hader
- Scritto da: Bill Hader

### Trama
- Guest star: D'Arcy Carden (Natalie Greer), Emily Spivey (Gina), Annie Chang (Josie), Spenser Granese (Bevel), Adrian Sparks (proprietario del diner), Zachary Golinger (John).
- Ascolti USA: telespettatori 279 000 – rating 18-49 anni 0,07%[6]

## Il mago
- Titolo originale: the wizard
- Diretto da: Bill Hader
- Scritto da: Duffy Boudreau

### Trama
- Guest star: Fred Melamed (Tom Posorro), Charles Parnell (Buckner), Andrew Leeds (Leo Cousineau), Bill Burr (pastore Nick, voce), Tobie Windham (Damian), Andre Hyland (Jason), Annie Chang (Josie), James Austin Johnson (Pastore Carl), Spenser Granese (Bevel), Anthony Molinari (Shane Taylor), Zachary Golinger (John), Charlie Korman (Gordon Cousineau), Carrie Gibson (barista), Autumn Palen (figlia della barista).
- Ascolti USA: telespettatori 232 000 – rating 18-49 anni 0,05%[7]

## Un buon pasto
- Titolo originale: a nice meal
- Diretto da: Bill Hader
- Scritto da: Liz Sarnoff

### Trama
- Guest star: Fred Melamed (Tom Posorro), Charles Parnell (Buckner), Andrew Leeds (Leo Cousineau), Nate Corddry (Matt Iserson / Brad), Gary Kraus (Krauss), Anthony Molinari (Shane Taylor), Tobie Windham (Damian), Andre Hyland (Jason), Zachary Golinger (John).
- Ascolti USA: telespettatori 237 000 – rating 18-49 anni 0,07%[8]

## Wow
- Titolo originale: wow
- Diretto da: Bill Hader
- Scritto da: Bill Hader

### Trama
- Guest star: Fred Melamed (Tom Posorro), Charles Parnell (Buckner), Zachary Golinger (John), Gary Kraus (Krauss), Tobie Windham (Damian), Andre Hyland (Jason), Jaeden Martell (John Berkman da adolescente), Ross Partridge (Robert), Julian Zane Chowdhury (Eric), Jim Cummings (Barry Berkman nel film), Louisa Krause (Sally Reed nel film), Michael Cumpsty (Gene Cousineau nel film), Kimberly Hébert Gregory (Janice Moss nel film).
- Ascolti USA: telespettatori 234 000 – rating 18-49 anni 0,05%[9]